# Сомборска реч (лист)
Сомборска реч је политичко-друштвени лист који је излазио у Сомбору. Лист је излазио у периоду од 1925. до 1927. године. Одговорни уредник листа био је Цвета Маглић.

## Историјат
У међуратном периоду бројни су у Сомбору краткотрајни партијски листови. Један од њих је и Сомборска реч.
Лист су издавали радикали – сомборски дисиденти.
Радикалска штампа за разлику од других партијских листова, налазила је снагу и начин да сачува континуитет упркос подељености и расцепканости у странци. На раздаљини од само 12 дана тако су подељена крила Месног одбора Радикалне странке у Сомбору, покренула своје листове. Један је Сомборски гласник а други Сомборска реч, чији је први број изашао 10. априла 1925. године.

## Периодичност и ток излажења
Лист Сомборска реч је излазио недељно.

## Место издавања
Сомбор, од 10. априла 1925. до 16. септембра 1927. године.

## Штампарија и издавач
Власник листа и издавач је Одбор Сомборске речи. Сомборска реч је штампана у штампарији "Бачка".

## Власник и уредник
Власник листа је био Сима Рацић, а главни уредник Цвета Маглић.